# Fernand Nathan
Pour les articles homonymes, voir Nathan.
Fernand Nathan, né le 27 janvier 1858 et mort le 1er mars 1947, de son nom de naissance Fernand Clément Alphonse Cahen, aussi connu sous le pseudonyme Jean Perrot, est un éditeur français, fondateur de la maison d'édition Nathan.

## Biographie
Fernand Nathan naît à Passy (aujourd'hui Paris) en 1858 dans une famille juive lorraine. Son père est marchand de chevaux.
Nathan est tout d'abord employé chez le libraire-éditeur parisien Charles Delagrave. Puis, le 8 juin 1881, à 23 ans, il s'associe avec Jean-Baptiste Fauvé (1834-1893) pour fonder la Librairie classique Nicolas Fauvé et Fernand Nathan sise au 18 rue de Condé dans le 6e arrondissement de Paris. En 1884, Nathan rachète les parts de son associé, devenant l'unique propriétaire de la maison d'édition. La spécialisation de la maison dans l'édition scolaire intervient à un moment très favorable pour Fernand Nathan : en effet, les lois Jules Ferry et les réformes du système éducatif durant les premières décennies de la Troisième République offrent d'importantes opportunités à l'édition scolaire.
Durant la Seconde Guerre mondiale, Fernand Nathan, en raison de ses origines juives, est victime des lois antisémites visant les Juifs de France. Il doit fuir et se cacher mais parvient auparavant à confier la gestion de l'entreprise à un employé de confiance. Un commissaire gérant est nommé par les autorités d'occupation puis l'entreprise est aryanisée. Sa gestion est alors confiée, avec l'assentiment de la famille Nathan, à un groupement d’éditeurs français. À la Libération, Fernand Nathan reprend les rênes de sa maison d'édition qui a ainsi pu être sauvée durant la guerre.